# Alexandre Alexandrovitch Iakovlev
Pour les articles homonymes, voir Alexandre Iakovlev.
Alexandre Alexandrovitch Iakovlev (en russe : Александр Александрович Яковлев, historiquement aussi retranscrit Iacovleff), né le 23 janvier 1879 à Saint-Pétersbourg et mort le 4 octobre 1951 à Gorki (actuellement Nijni Novgorod), est un architecte russe et soviétique qui fut actif dans les villes de Saint-Pétersbourg (Petrograd) et Nijni Novgorod (Gorki).
Ses œuvres sont de style néo-russe et postconstructiviste.

## Biographie
En 1903, Alexandre Iakovlev sort diplômé du département d'architecture de l'Académie impériale des Beaux-arts à Saint-Pétersbourg. 
Il travaille de 1904 à 1912 à Sofia (Bulgarie) avec l'architecte et académicien Alexandre Pomerantsev (en) sur le projet de la cathédrale Alexandre Nevski. Il y construit aussi l'église de la mission diplomatique russe et un foyer pour enfants.
En 1912, il reçoit l'ordre de construire un orphelinat de cinq étages pour enfants à Saint-Pétersbourg. 
Pendant la Première Guerre mondiale, il travaille en tant qu'architecte au département artillerie de l'usine de poudre à canon Ochtinski (ru) de Saint-Pétersbourg.
Il s'installe à Vyksa en 1920, puis, en 1924, à Nijni Novgorod où il est engagé comme chef du département des techniques de construction. Le 1er janvier 1932, le conseil municipal le nomme architecte en chef de la ville de Gorki, vice-président du conseil consultatif de la ville et président du Bureau de la décoration architecturale de la ville.
En 1933, il est membre de l'Union des architectes soviétiques.